# Protaktínium-dioxid
A protaktínium-dioxid egy kémiai vegyület. Képlete PaO2. Protaktínium-pentaoxid (Pa2O5) hidrogénredukciójával keletkezik.

## Fordítás
Ez a szócikk részben vagy egészben  a   Protactinium(IV) oxide című angol Wikipédia-szócikk ezen változatának fordításán alapul.  Az eredeti cikk szerkesztőit annak laptörténete sorolja fel. Ez a jelzés csupán a megfogalmazás eredetét és a szerzői jogokat jelzi, nem szolgál a cikkben szereplő információk forrásmegjelöléseként.